# Многочлен від матриці
Многочлен від матриці — многочлен, в якому квадратна матриця є його змінною.
Якщо задано многочлен скалярної змінної {\displaystyle x}:
{\displaystyle P(x)=\sum _{i=0}^{n}{a_{i}x^{i}}=a_{0}+a_{1}x+a_{2}x^{2}+\cdots +a_{n}x^{n},}
то підставивши замість скалярної змінної матрицю {\displaystyle A} отримаємо:
{\displaystyle P(A)=\sum _{i=0}^{n}{a_{i}A^{i}}=a_{0}I+a_{1}A+a_{2}A^{2}+\cdots +a_{n}A^{n},}
де {\displaystyle I} — одинична матриця.

## Властивості
- Якщо матриці {\displaystyle A} і {\displaystyle B} — подібні матриці ({\displaystyle B=P^{-1}AP}), то {\displaystyle p(A)} і {\displaystyle p(B)} теж подібні матриці.

## Анулюючий та мінімальний многочлени матриці
- Многочлен p називається анулюючим многочленом матриці {\displaystyle A}, якщо {\displaystyle p(A)} є нульовою матрицею.
- Нормований многочлен {\displaystyle p} називається мінімальним многочленом матриці {\displaystyle A}, якщо {\displaystyle p(A)} є її анулюючим многочленом мінімального степеня.
- Всі анулюючі многочлени матриці {\displaystyle A} мають дільником мінімальний многочлен матриці {\displaystyle A}.
- Мінімальний многочлен матриці {\displaystyle A} порядку {\displaystyle n} має степінь {\displaystyle m\leq n}.
- Мінімальний многочлен степеня {\displaystyle m\leq n} матриці {\displaystyle A}, дозволяє виразити {\displaystyle A^{m},A^{m+1},\ldots } через многочлени матриці {\displaystyle A} степенів {\displaystyle \leq m-1}.

## Теорема Гамільтона — Келі
Теорема Гамільтона — Келі: характеристичний многочлен матриці {\displaystyle A} є її анулюючим многочленом.

## Функція від матриці
Багато аналітичних функцій означаються для матричного аргумента з використанням їхнього ряду Тейлора, на основі наступної властивості.
Для заданих многочленів {\displaystyle P} та {\displaystyle Q}, рівність {\displaystyle P(A)=Q(A)} досягається тоді й лише тоді, якщо
{\displaystyle P^{(j)}(\lambda _{i})=Q^{(j)}(\lambda _{i})\qquad {\text{для }}j=0,\ldots ,n_{i}-1{\text{ та }}i=1,\ldots ,s,}
де {\displaystyle P^{(j)}} позначає {\displaystyle j}-ту похідну {\displaystyle P} та {\displaystyle \lambda _{1},\dots ,\lambda _{s}} є власними значеннями {\displaystyle A} з відповідними кратностями {\displaystyle n_{1},\dots ,n_{s}} (кратність власного значення рівна його блоку Жордана).